# Пресвитерианская церковь Маврикия
Пресвитерианская церковь Маврикия (англ. The Presbyterian Church of Mauritius) — христианская протестантская община на острове Маврикий. 

## История
Церковь возникла в результате сотрудничества Церкви Шотландии и Независимой церкви Маврикия под руководством миссионера и священника Жана Лебрена (англ. Jean Lebrun). В 1814 году обе организации создали единую церковь под названием «Пресвитерианская церковь Маврикия». 

## Структура
Церковь использует пресвитерианское церковное управление с приходским советом, синодальным советом и Синодом. Синод собирается ежегодно. Каждый приход выбирает своего старейшину. Церковь состоит из 4 франкоязычных и 1 англоязычной общины в Вакоа-Феникс.  
Приходы расположены в Бо-Бассен — Роз-Хилл, Гран Гоб, Пуант Окс Пиман, Вакоа-Феникс и Порт-Луи. 

## Доктрина
Церковь исповедует подписывает Вестминстерское исповедание веры. Крещение и Вечеря Господня являются признанными Таинствами. 

## Статистика
Общее количество членов церкви составляет примерно 800-900 человек.

## Межцерковные связи
Церковь является членом Всемирного сообщества реформатских церквей. 

## Внешние ссылки
- Официальный сайт церкви